# Titan (mikroprocesszor)
A Titan egy 32 bites, Power architektúrán alapuló processzormag-családnak induló kezdeményezés volt, amelyben csak egy típus készült el. Az Applied Micro Circuits Corporation (AMCC) tervezte kb. 2006-tól kezdve, de 2010-ben a rendelkezésre álló információk szerint leselejtezték. A cég úgy döntött, hogy ehelyett a PowerPC 400 mag és a 40 nm-es gyártási eljárás fejlesztését folytatja.
Az eredeti elképzelések szerint a cég ezzel a processzormaggal akarta megalapozni beágyazott processzor és egylapkás rendszer (SoC) megoldásait. A tervezett nagy teljesítményű processzor elérte  a max. 2 GHz sebességet, emellett rendkívül energiahatékony maradt, fogyasztása mindössze 2,5 W magonként. A teljesítmény és a fogyasztás között általában fennáll egy kompromisszum, ennek legkedvezőbb kimenetele érdekében az AMCC az Intrinsity Fast14 technológiáját használta a rendkívül hatékony mikroprocesszor-kialakítás felépítéséhez, ezzel nagy teljesítményt érve el az alacsony fogyasztás megtartása mellett és viszonylag olcsó kihozatalt, 90 nm-es csíkszélességű CMOS tömeggyártást alkalmazva. Érdekes módon a tervekben NMOS tranzisztorokat alkalmaztak és nem használtak elválasztóregisztereket, emiatt a végeredmény a hagyományosnál kevesebb számú tranzisztorral megvalósítható csip lett, ami tovább csökkentette a költségeket. A kialakítás lehetővé teszi 15 W-nál kisebb fogyasztású kétmagos egylapkás rendszerek (SoC) megvalósítását. Voltak tervek ezekből egy-, két- és négymagos változatokra is.
A Titan egy új szuperskalár, sorrenden kívüli végrehajtású, 8-9 fokozatú futószalaggal ellátott maggal rendelkezett és egy újszerű három fokozatú gyorsítótár-kialakítást alkalmaztak benne. Ez abban áll, hogy kis méretű, 4/4 KiB-os utasítás- és adat-gyorsítótárakat helyeztek el a „0. szinten”, a hagyományos 32/32 KiB-os L1 gyorsítótárak előtt. A rendszerben max. 1 MiB második szintű gyorsítótár lehet, amelyet megosztva használhat az összes mag (legfeljebb négy magot támogat).
A Titan megfelelt a Power Architektúra Power ISA v.2.04 specifikációjának.

## Implementációk
- APM 83290 – a Titan magot alkalmazó kialakítás első, 2009-es megvalósítása, kódneve Gemeni.[2] Két 1,5 GHz-es mag FPU-val, 512 KiB osztott L2 gyorsítótár, DDR2 vezérlő, biztonsági egység, többcsatornás DMA és bemeneti/kimeneti motor a gigabit Ethernethez, PCIe, USB, RapidIO és SATA. A tesztpéldányok gyártása 2009 októberében kezdődött.[3] A processzor a telekommunikációs és hálózati vezérlőalkalmazásokat célozta. A TSMC 90 nm-es CMOS tömeggyártási folyamatával készült, a költségek csökkentése miatt.[4]

## Fordítás
Ez a szócikk részben vagy egészben  a   Titan (microprocessor) című angol Wikipédia-szócikk ezen változatának fordításán alapul.  Az eredeti cikk szerkesztőit annak laptörténete sorolja fel. Ez a jelzés csupán a megfogalmazás eredetét és a szerzői jogokat jelzi, nem szolgál a cikkben szereplő információk forrásmegjelöléseként.